# Synanthedon ferox
Synanthedon ferox là một loài bướm đêm thuộc họ Sesiidae. Loài này có ở Uganda.